# التعليم في أذربيجان
التعليم في أذربيجان مسير من طرف وزارة التربية الأذربيجانية.

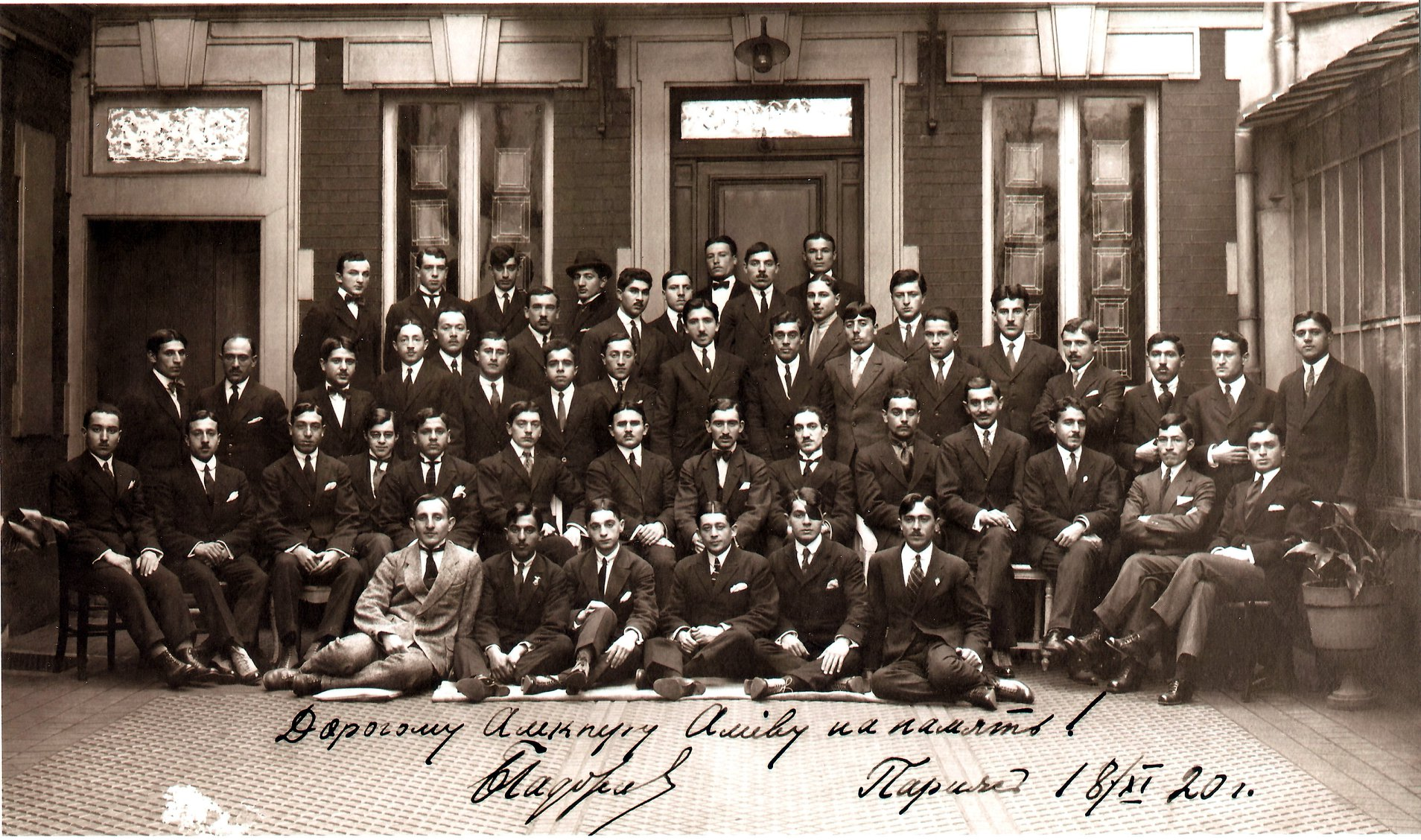
طلاب أذربيجانيون يدرسون في باريس عام 1920.

## التاريخ
قبل الحكم السوفييتي، كان التعليم في أذربيجان يركز بشكل كبير على الجانب الديني خاصة للأطفال الصغار. عادة ما يبدأ التعليم في سن الخامسة وينتهي في سن العشرين، وقد كان التلاميذ يقصدون «المدارس» بالأذربيجانية "Madrasah" وهي مؤسسات تربوية ملحقة بالمساجد. خلال القرنين السابع عشر والثامن عشر تم فصل المدارس عن المساجد واعتبارها مؤسسات مستلقة، لكن التعليم ظل مرتبط بالجانب الديني بشكل كبير. في عام 1865 تم تأسيس أول مدرسة تقنية وأول مدرسة خاصة للإناث في باكو. لاحقا في القرن التاسع عشر، ظهرت العديد من المدارس الابتدائية، وقد كانت الابتدائيات الخاصة بالعرقية الروسية الأولى ظهورا. استعمال اللغة الأذربيجانية ظل محصورا على المدارس الابتدائية، حيث كان من المحظور استعمالها في المدارس الثانوية أو في مؤسسات التعليم العليا خلال وقوع أذربيجان تحت سيطرة روسيا القيصرية، وهذا ما أعاق حصول الأطفال من العرقية الأذربيجانية على التعليم، وكنتيجة لذلك ظلت نسبة الأمية مرتفعة خاصة بين النساء، حيث سمح للقليل منهن فقط بالالتحاق بالمدارس.
خلال الحكم السوفيتي، انخفضت نسبة الأمية بشكل كبير بغض النظر عن تغيير الأبجدية مرتين، من العربية إلى اللاتينية خلال عشرينيات القرن العشرين، ومن اللاتينية إلى السيريلية خلال ثلاثينيات القرن العشرين. استنادا إلى الإحصاءات السوفييتية، فإن مائة من المائة من الرجال والنساء بين سن التاسعة والتاسعة والأربعين كان بإمكانهم القراءة والكتابة سنة 1970. استنادا لتقرير منظمة الأمم المتحدة لسنة 2009 فإن النسبة الحقيقية هي 99.5 من المائة.
خلال الحكم السوفييتي، كان التعليم مستندا على النظام الروسي القائم على وضع جميع المؤسسات التعليمية تحت سيطرة مركزية من موسكو والتركيز على تدريس الإيديولوجية اللينينية الماركسية.
بعد الاستقلال، واحد من أوائل القوانين التي اتخذها البرلمان الأذربيجاني هو تغيير الأبجدية من السيريلية إلى اللاتينية، وإعادة الاعتبار للتربية الدينية التي كانت ممنوعة خلال الحكم السوفيتي، إضافة إلى التركيز على استعمال اللغة الأذربيجانية وإلغاء المحتوى الإيديولوجي السوفييتي.
إضافة للتعليم الابتدائي، تم فتح الآلاف من المدارس التحضيرية، المدارس الثانوية والمدارس المهنية. التعليم إجباري لغاية الصف الثامن. مباشرة بعد الاستقلال كانت اللغة الروسية تمثل 18 من المائة من إجمالي النصوص التعليمية، ثم تم التركيز على استعمال اللغة الإنجليزية مع بقاء اللغة الروسية كلغة ثانية أو ثالثة.

## الجامعات

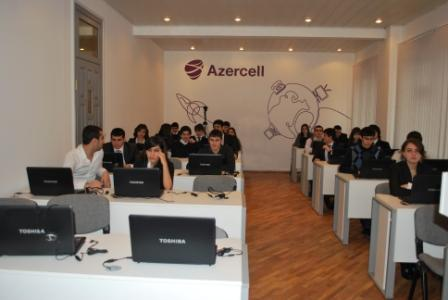
غرفة التعليم الإلكتروني بجامعة خزار.

توجد في أذربيجان 36 جامعة حكومية و15 جامعة خاصة. حسب إحصاءات وازرة التربية فإن عام 2009 كان يوجد 20953 طالبا لمرحلة ما قبل التخرج و3562 طالبا لمرحلة ما بعد التخرج. حاليا يوجد 104925 طالبا ككل في جامعات البلاد. أشارت الإحصاءات أيضا إلى أنه يوجد 11566 بروفيسورا و12616 عضوا في الكليات.
ظلت أذربيجان وجهة هامة للطلاب المسلمين من مختلف أنحاء الاتحاد السوفييتي سابقا. نظرا لاعتماد اقتصاد البلاد على المحروقات، فإن عدد كبير من الطلاب يدرسون تخصصات علمية وتقنية، إضافة لوجود عدد كبيرة من المعاهد التي تدرب التقنيين المختصين في صناعة المحروقات والصناعات الأولية.
من أهم الجامعات الموجودة في البلاد: جامعة باكو الحكومية، أكاديمية دولة أذربيجان للبترول، جامعة كافكار، جامعة خازار، الجامعة التقنية الأذربيجانية، المعهد البيداغوجي، معد ميرزا فاتح أخوندزادا البيداغوجي للغات، جامعة أذربيجان الطبية، أكاديمية أوزاير حاجيبايوف للموسيقى. أغلب البحث العلمي مرتبط بصناعة البترول وتكريره، وتتولى تسييره أكاديمية العلوم لأذربيجان التي تأسست سنة 1945.